# ضريح كازانلاك التراقي
إكتُشف هذا الضريح في العام 1944 وهو يرقى إلى الحقبة الهيلينية، قرابة نهاية القرن الرابع قبل الميلاد. يقع بالقرب من مدينة سيوطوبوليس، التي كانت في ما مضى عاصمة الملك التراقي سيوطس الثالث، ويشكل جزءاً لا يتجزأ من مقبرة تراقية كبيرة. يتألف القبر المقبّب من دهليز ضيق وغرفة دائرية لدفن الموتى، كلاهما مزيّن برسومات جدارية تصوّر طقوس دفن الموتى والثقافة التراقية آنذاك. وتعتبر هذه الرسومات من أفضل التحف الفنية المحافظ عليها من الحقبة الهيلينية في بلغاريا.

## وصلات خارجية
- „The Thracian Tomb in Kazanluk“, book by Dafina Vasileva.
- Images of the Thracian Tomb of Kazanlak.

## صور

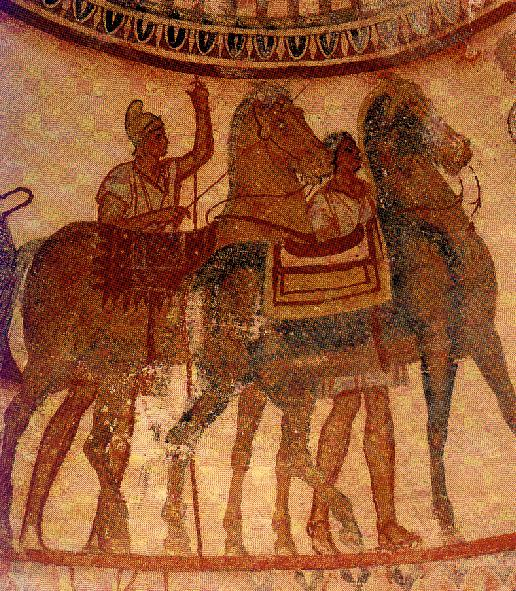
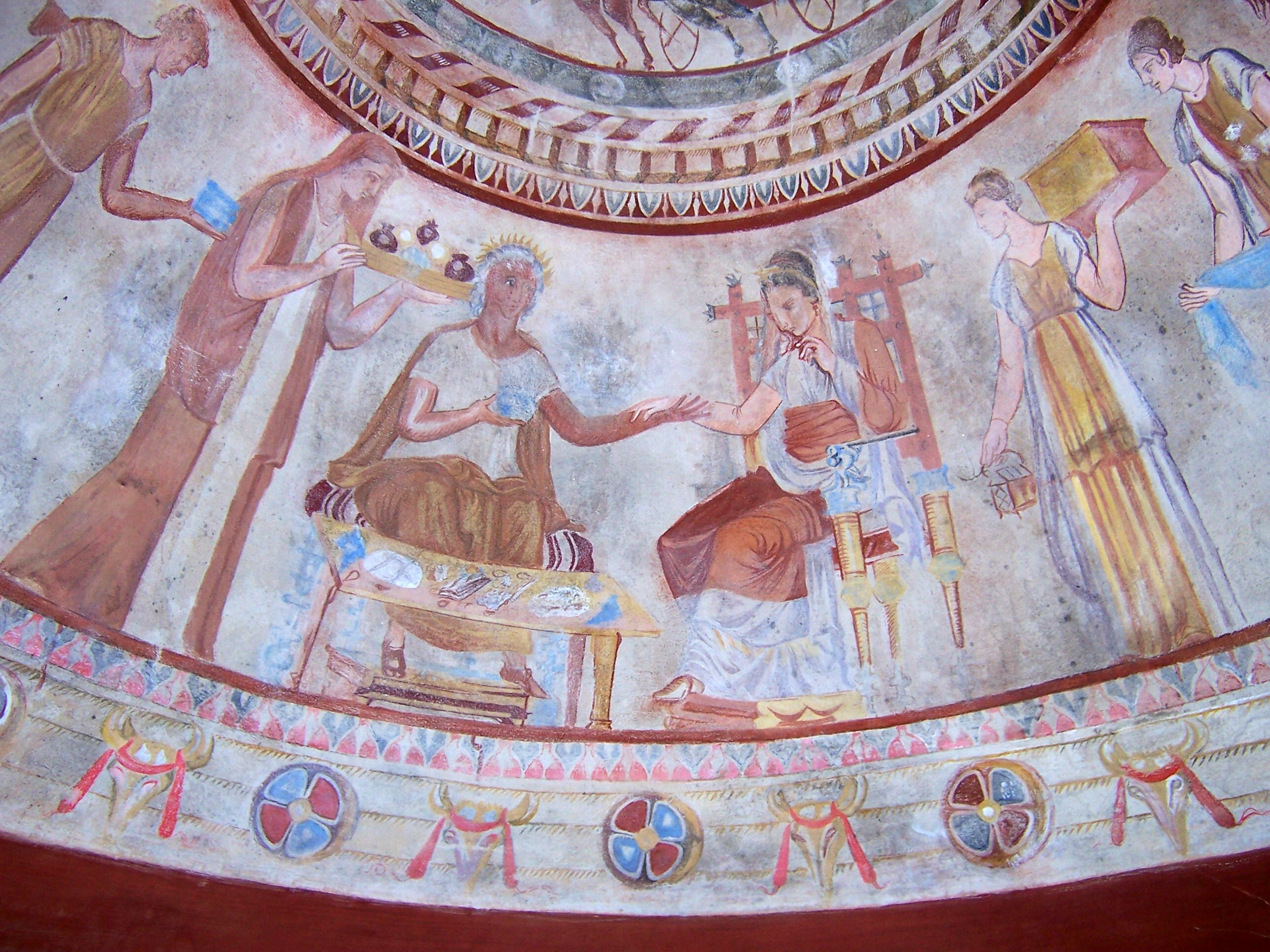
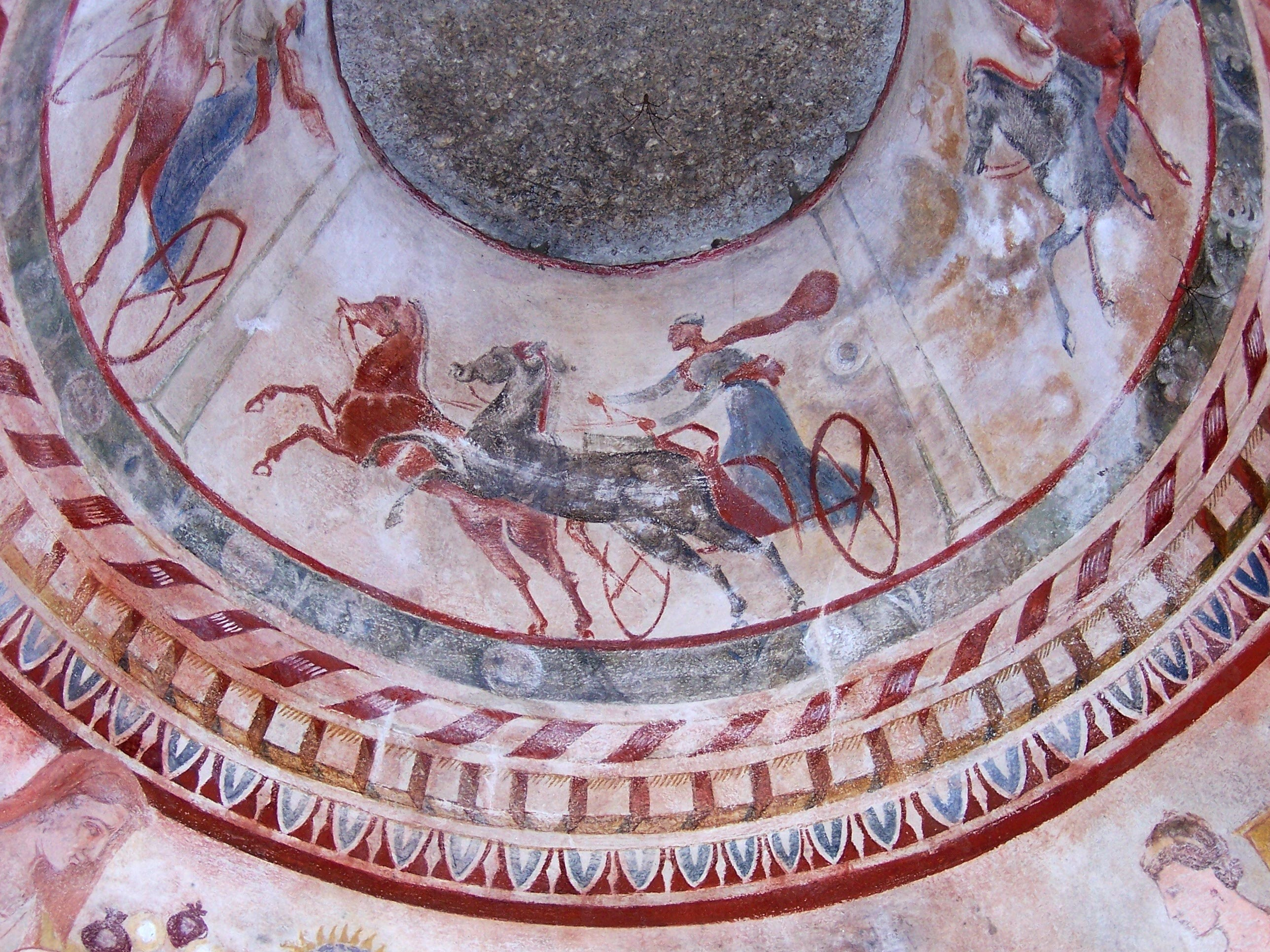
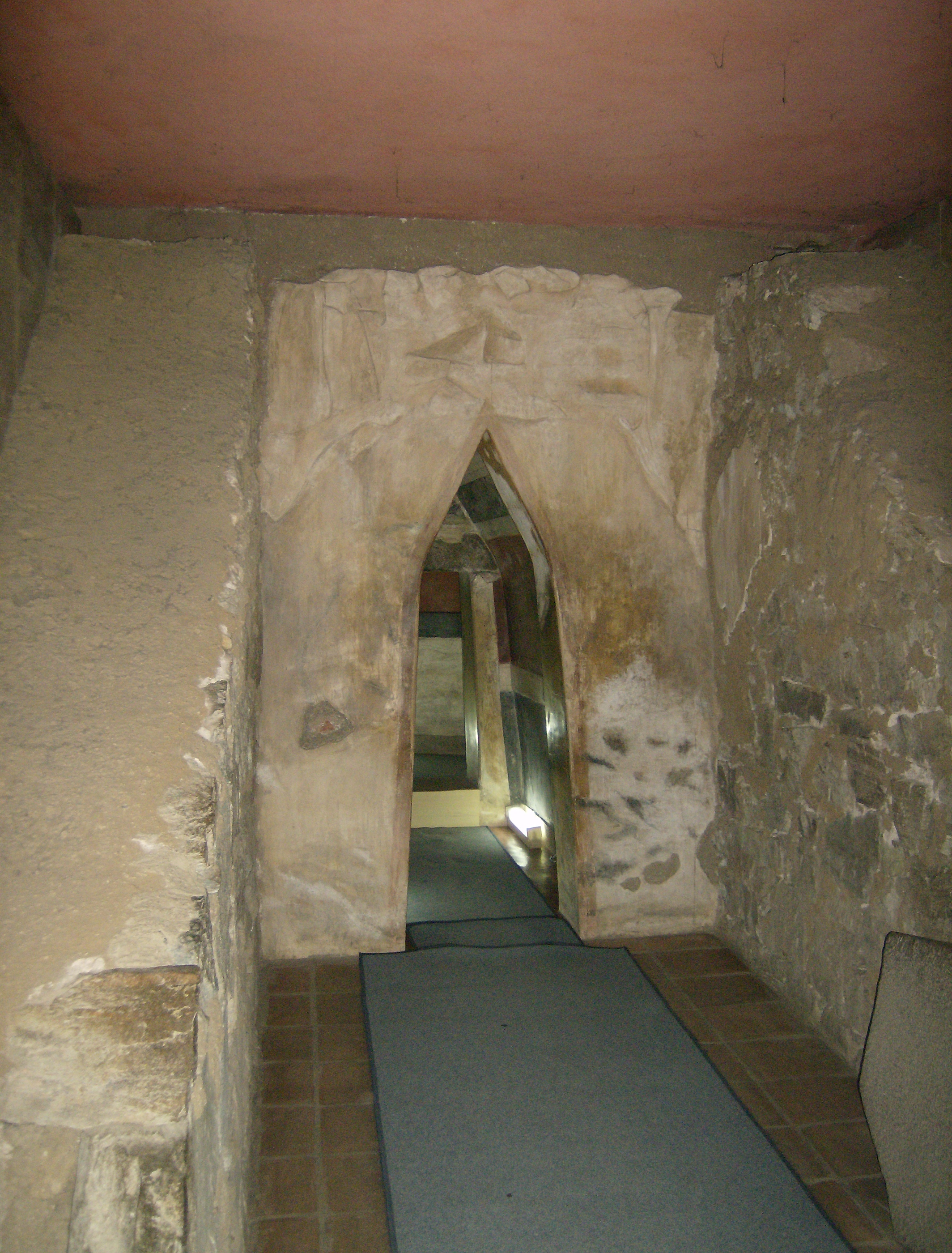
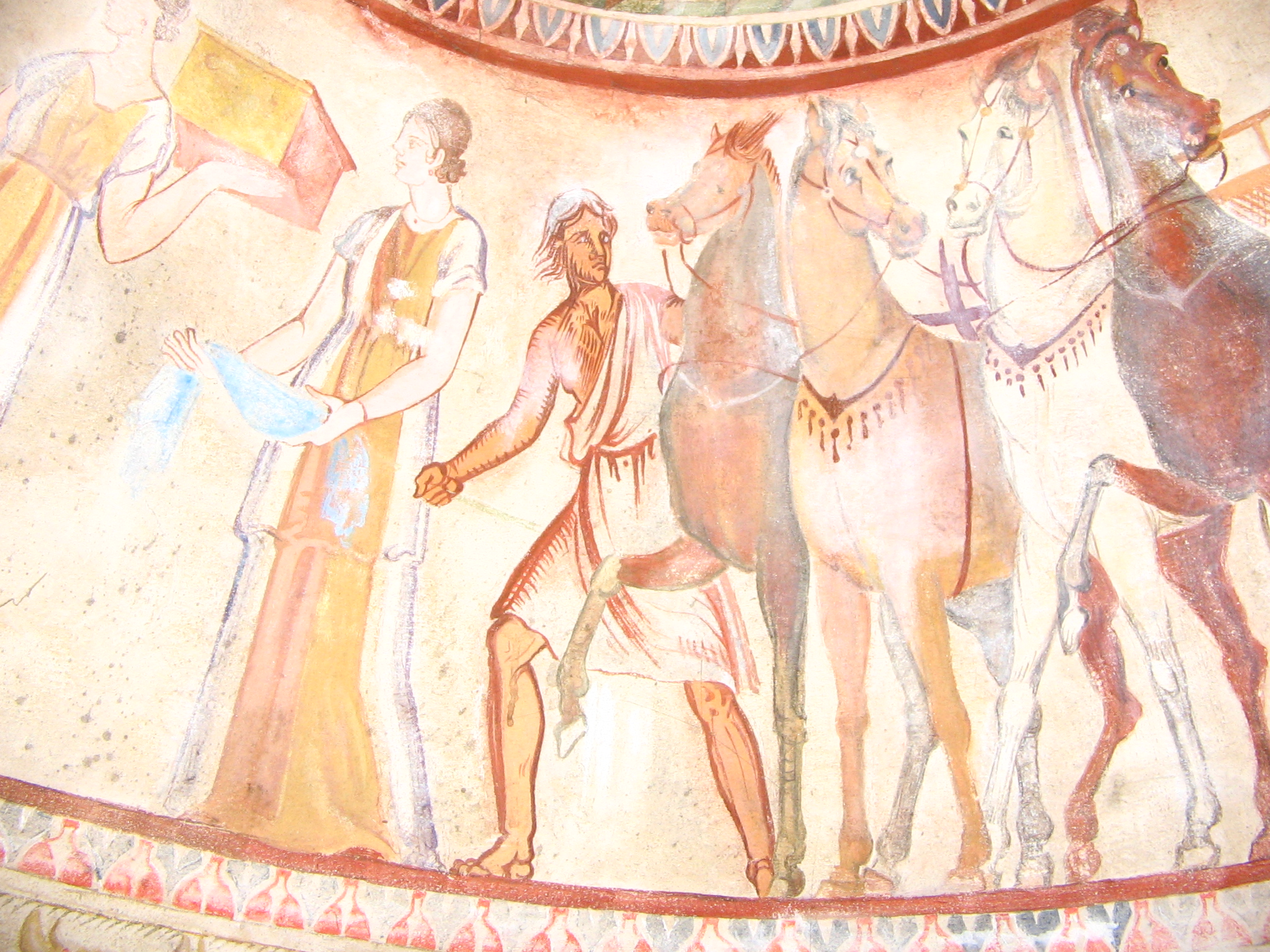
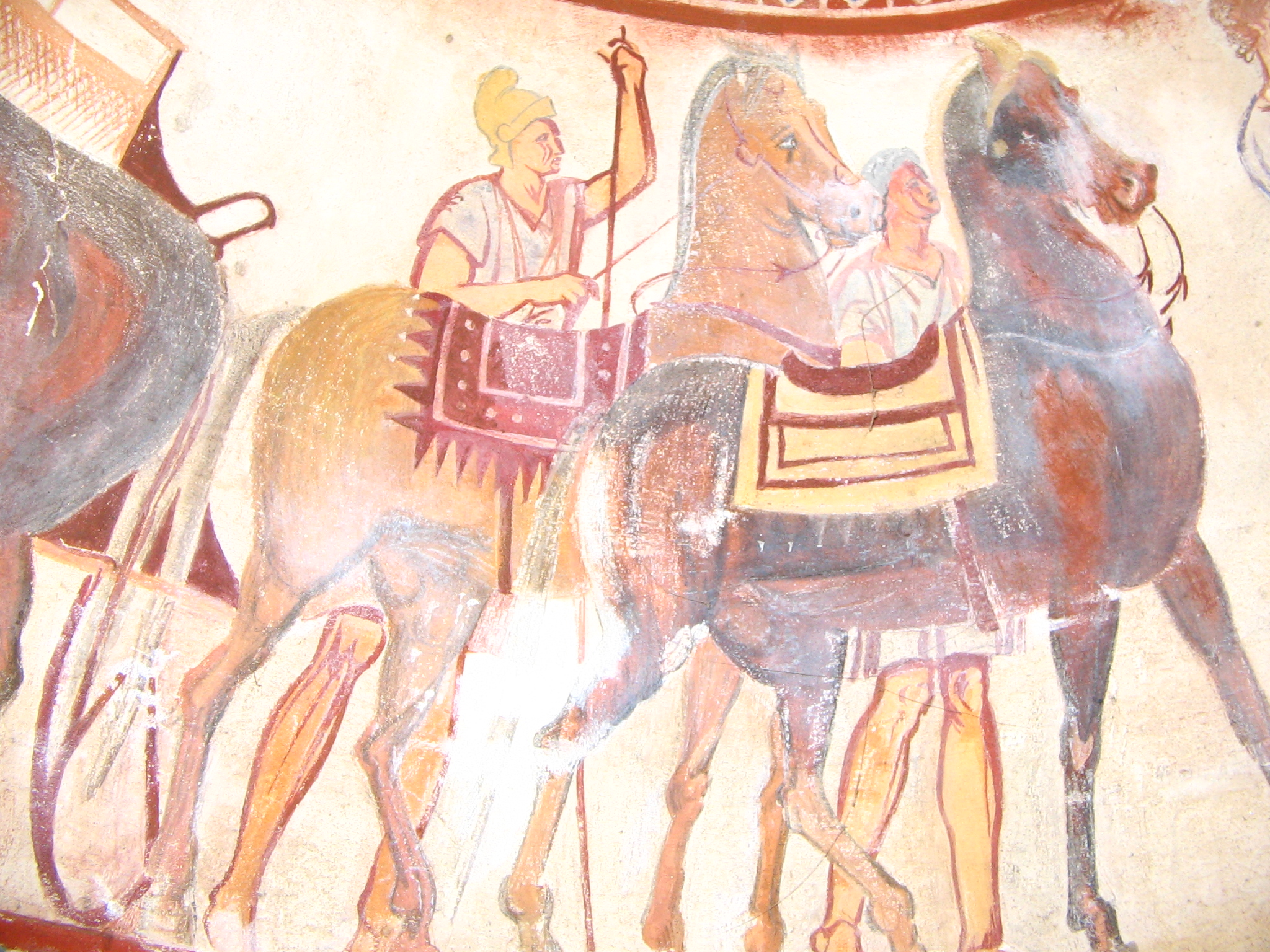
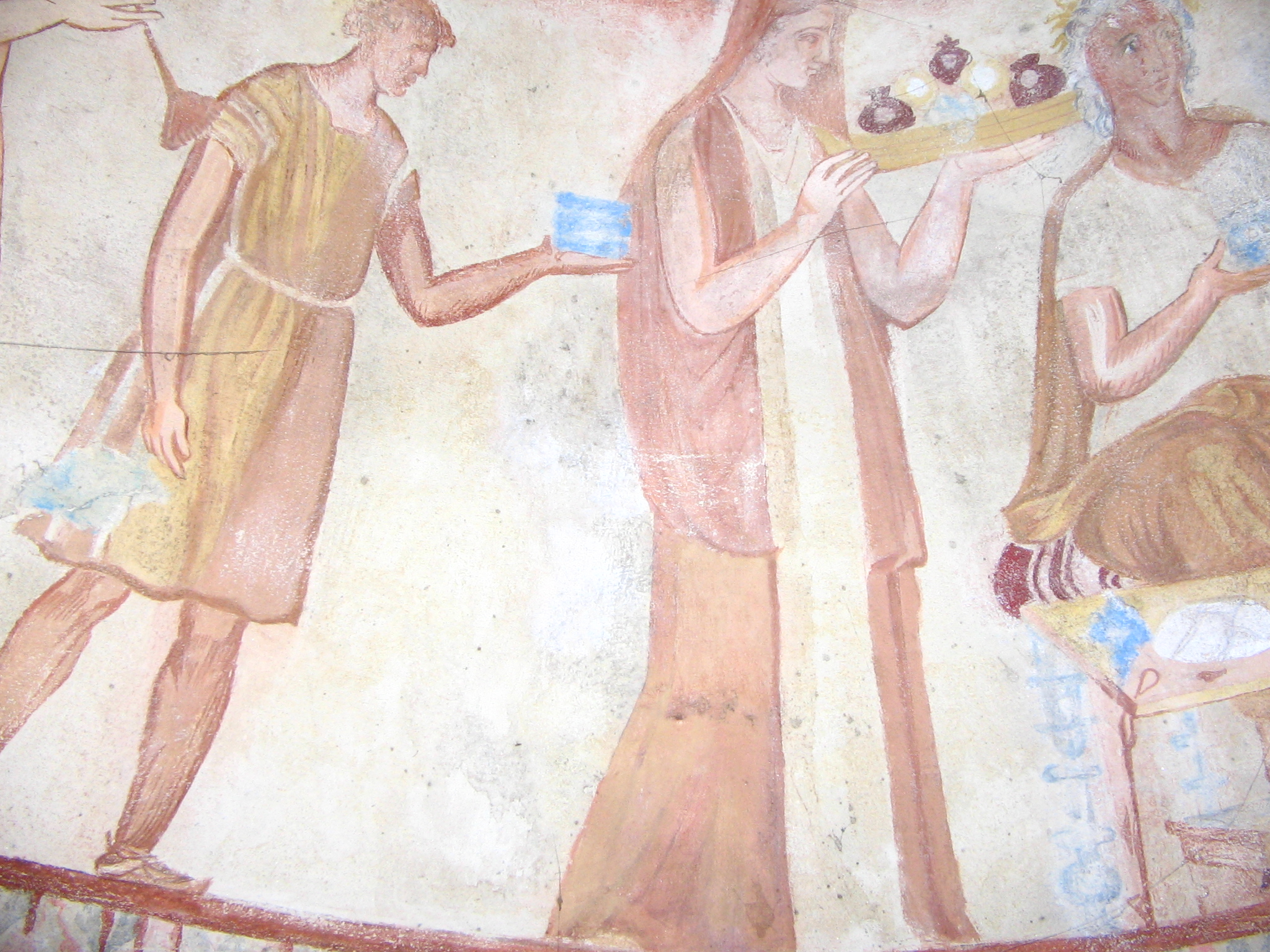
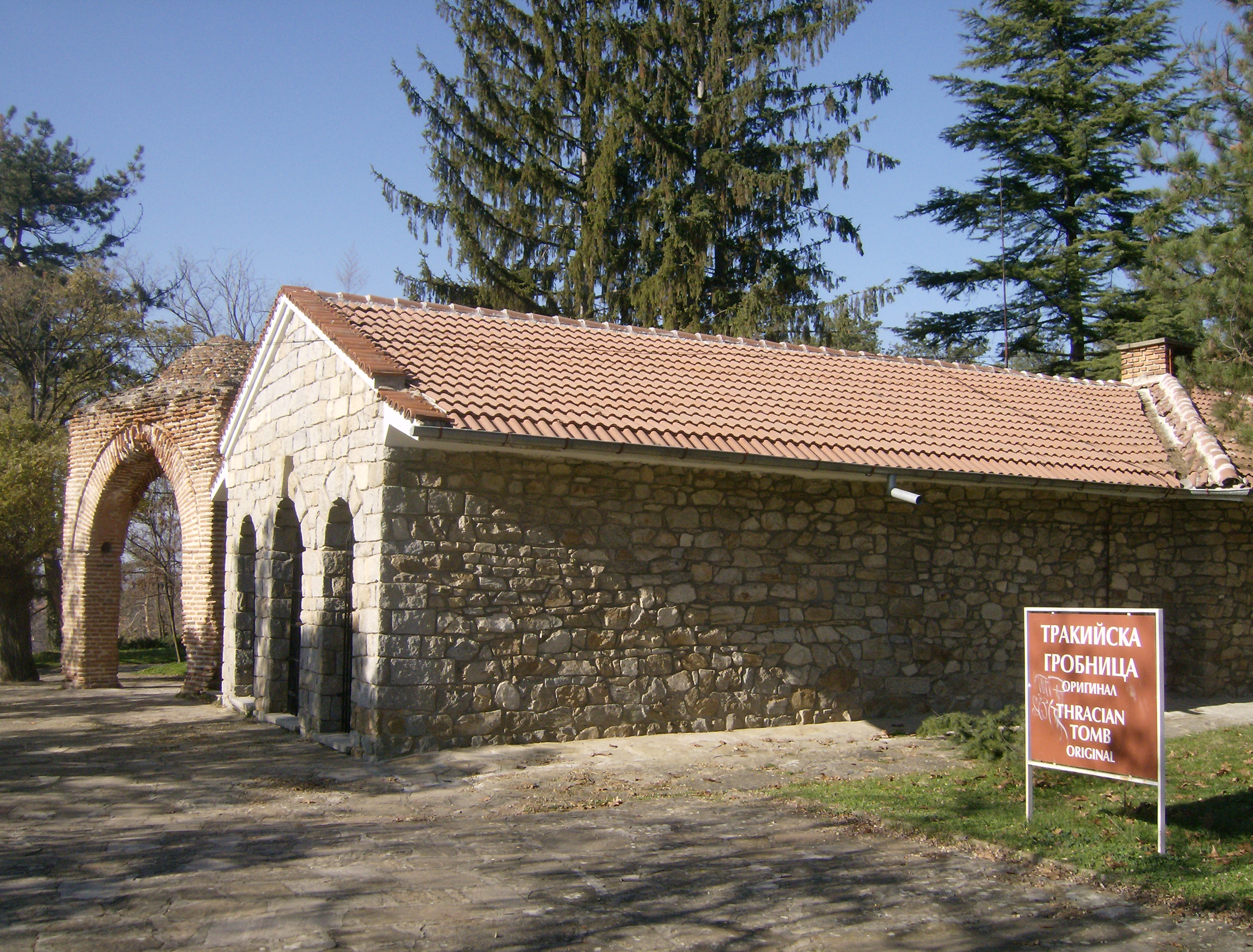
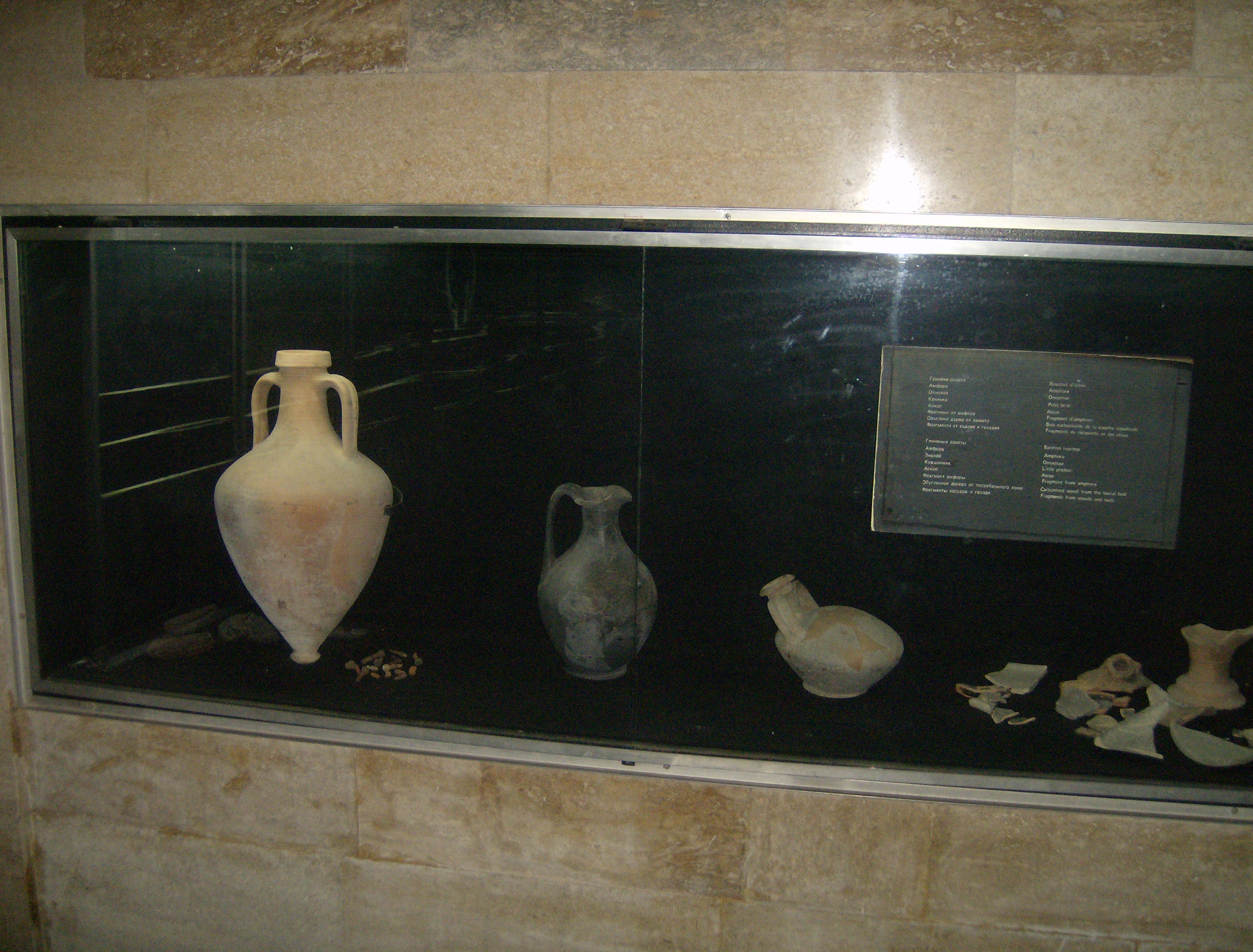
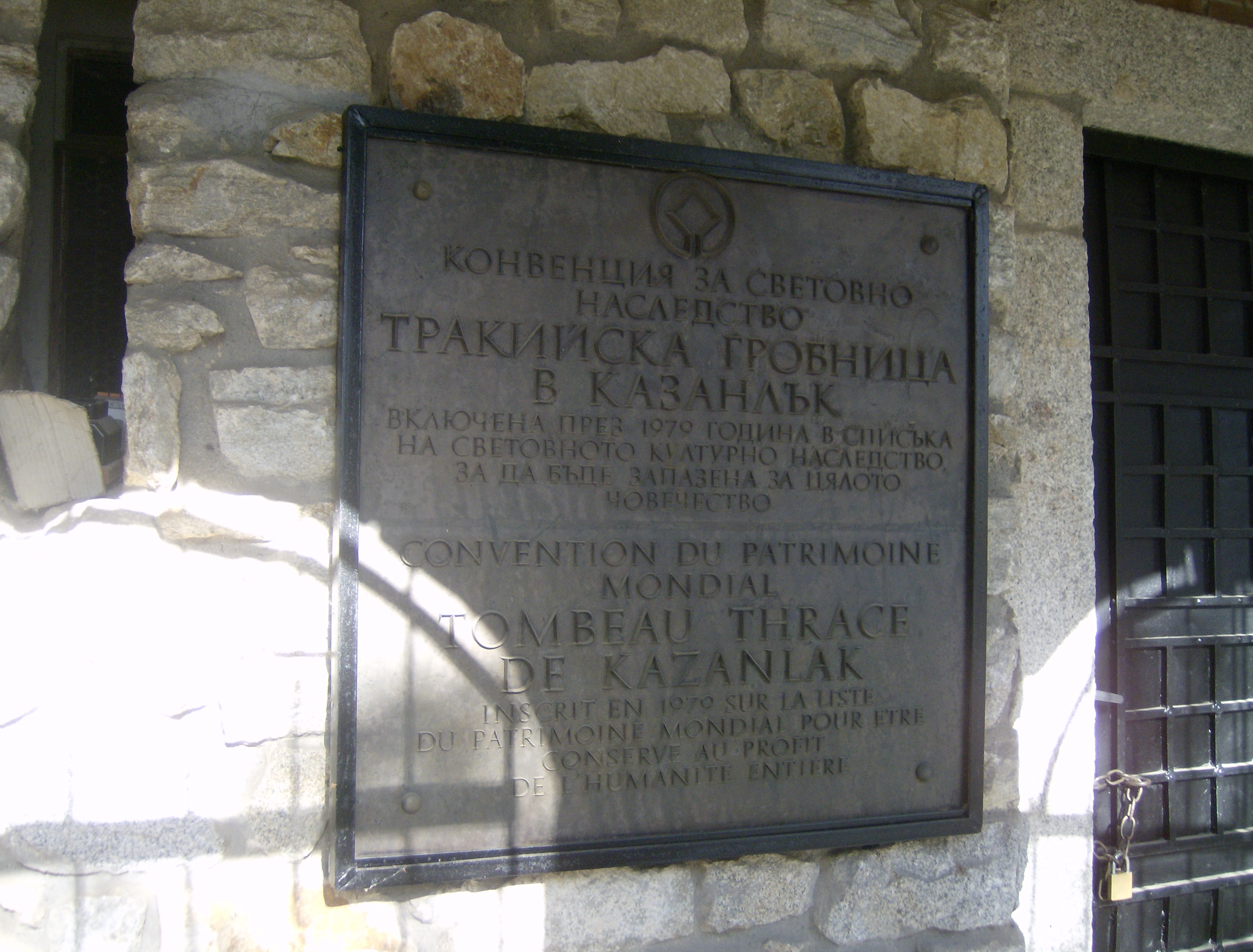
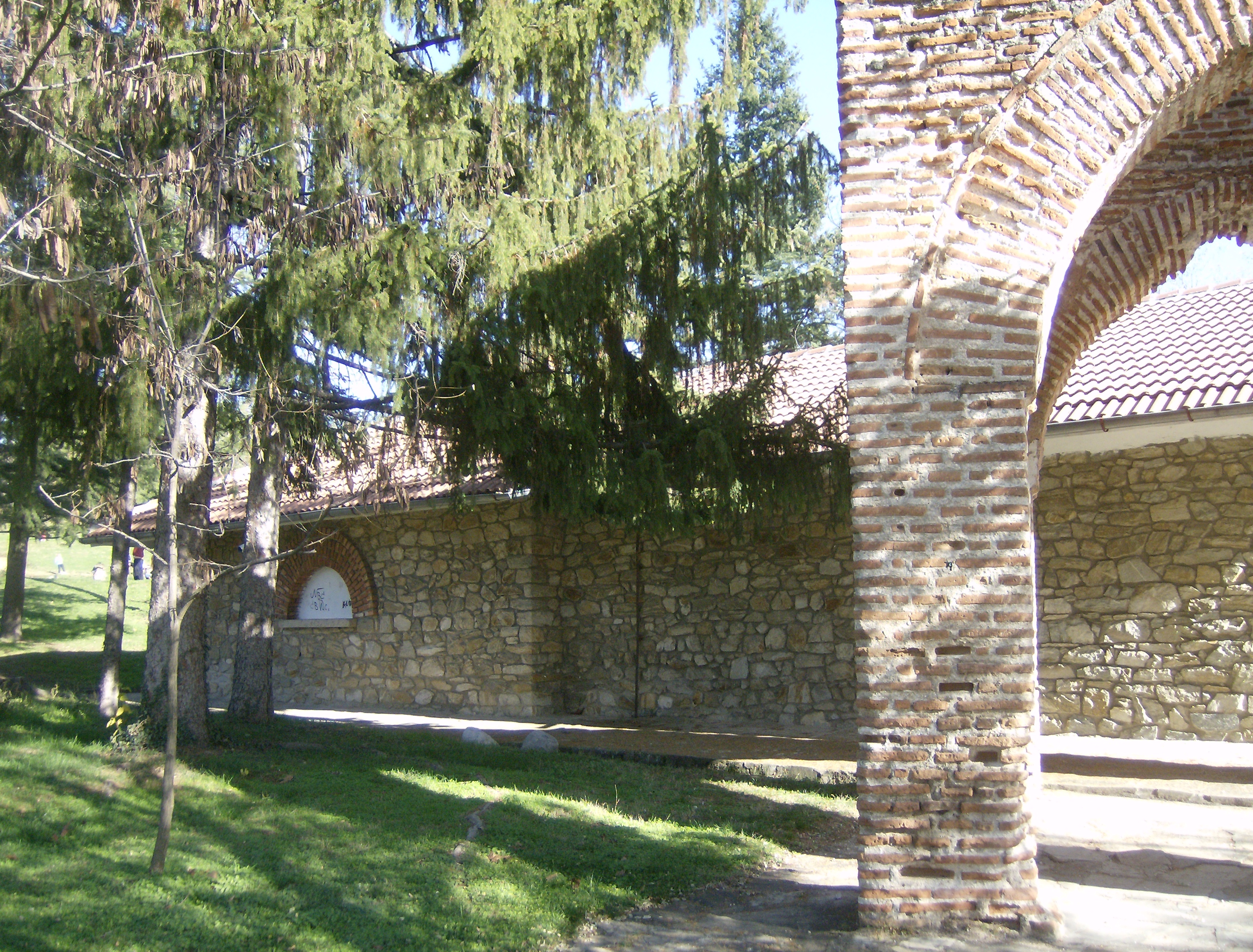
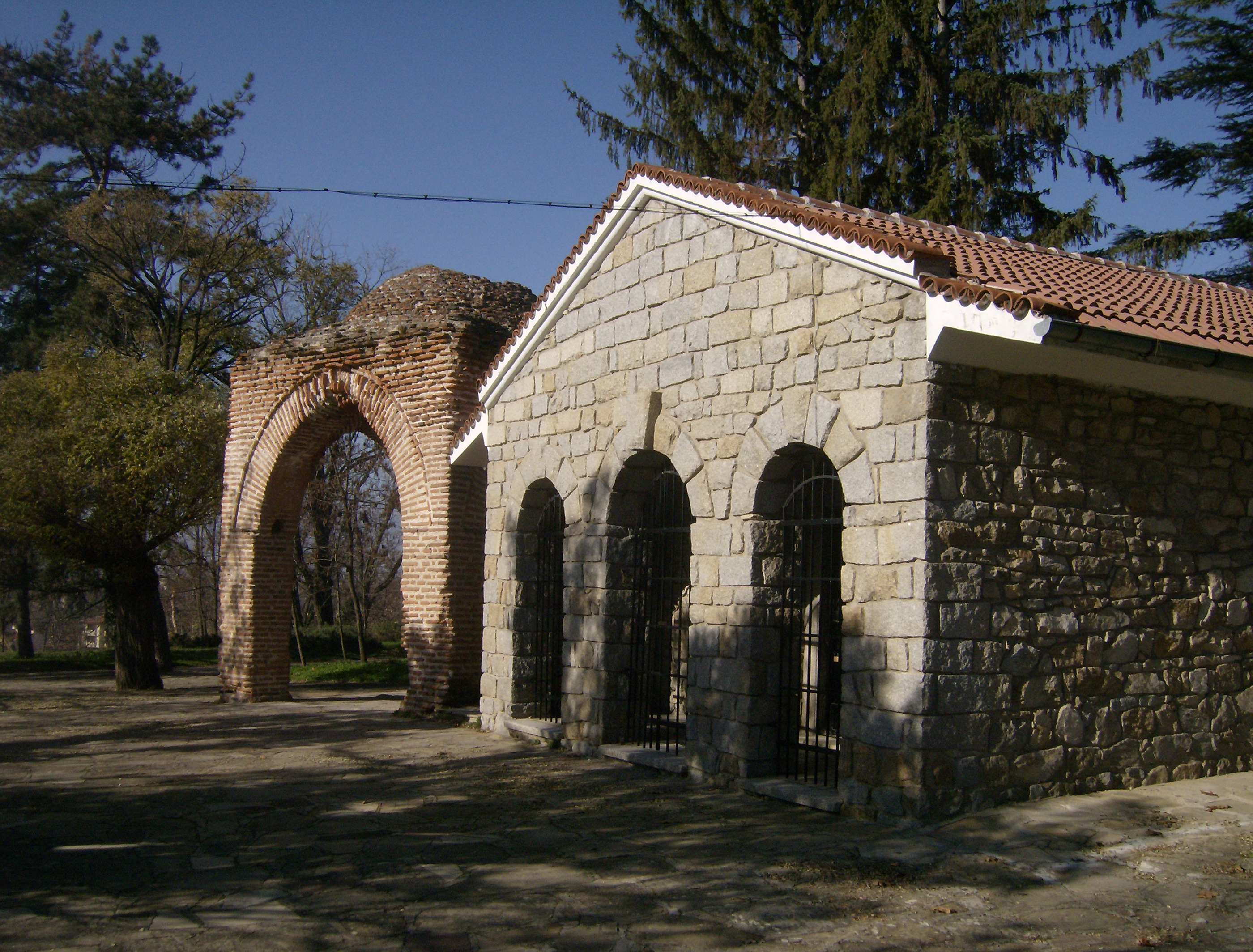